# Stockerau
Stockerau is een gemeente in de Oostenrijkse deelstaat Neder-Oostenrijk, gelegen in het district Korneuburg. De gemeente heeft ongeveer 14.500 inwoners.

## Geografie
Stockerau heeft een oppervlakte van 37,41 km². Het ligt in het noordoosten van het land, iets ten noorden van de hoofdstad Wenen en ten zuiden van de grens met Tsjechië.

## Partnersteden
- Andernach (Duitsland)

## Geboren
- Hans Swoboda (1913-1987), componist en dirigent
- Adi Holzer (1936), beeldend kunstenaar, tekenaar, graficus, schilder en beeldhouwer
- Manuela Zinsberger (1995), voetbalster

## Galerij

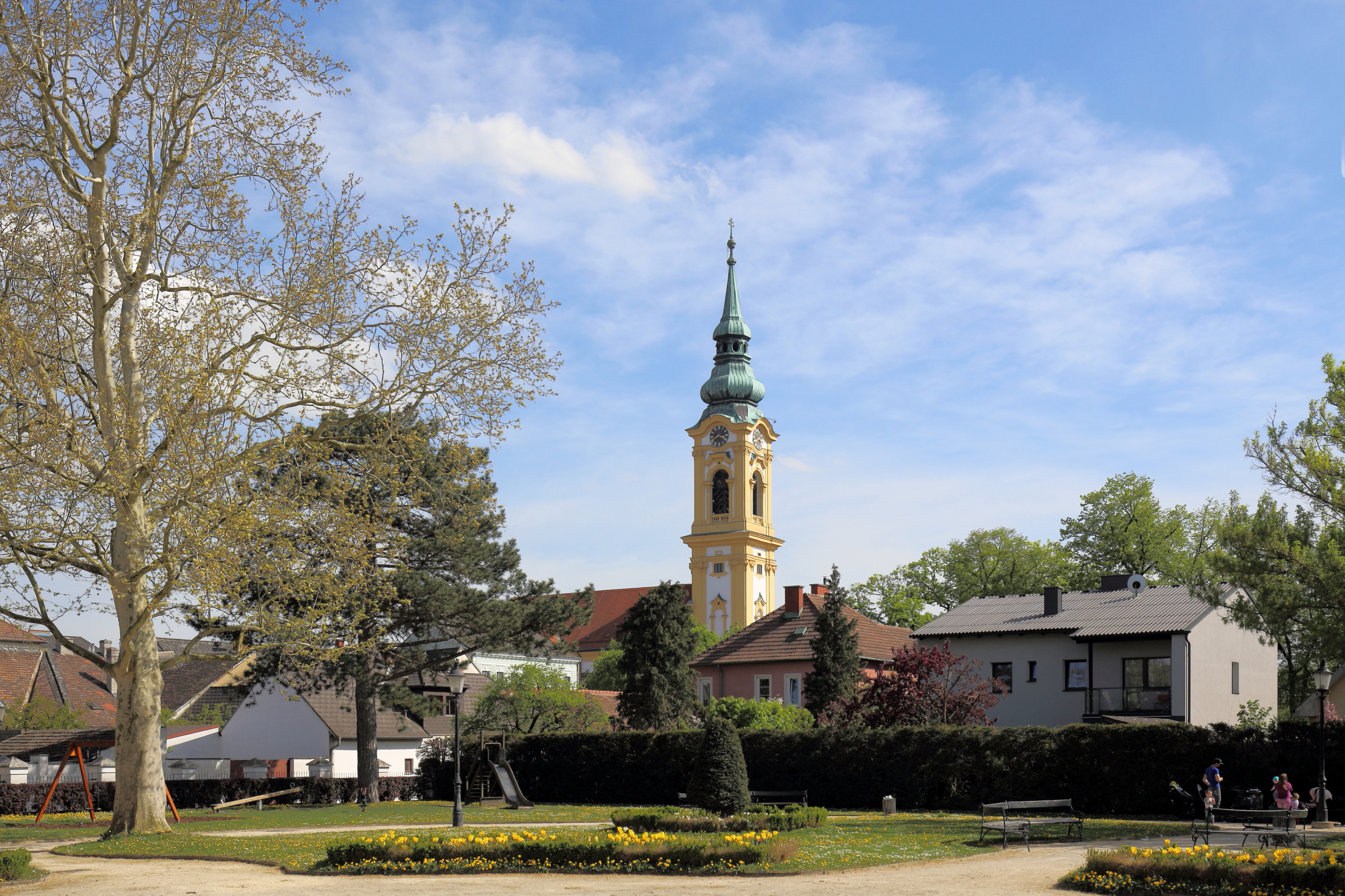
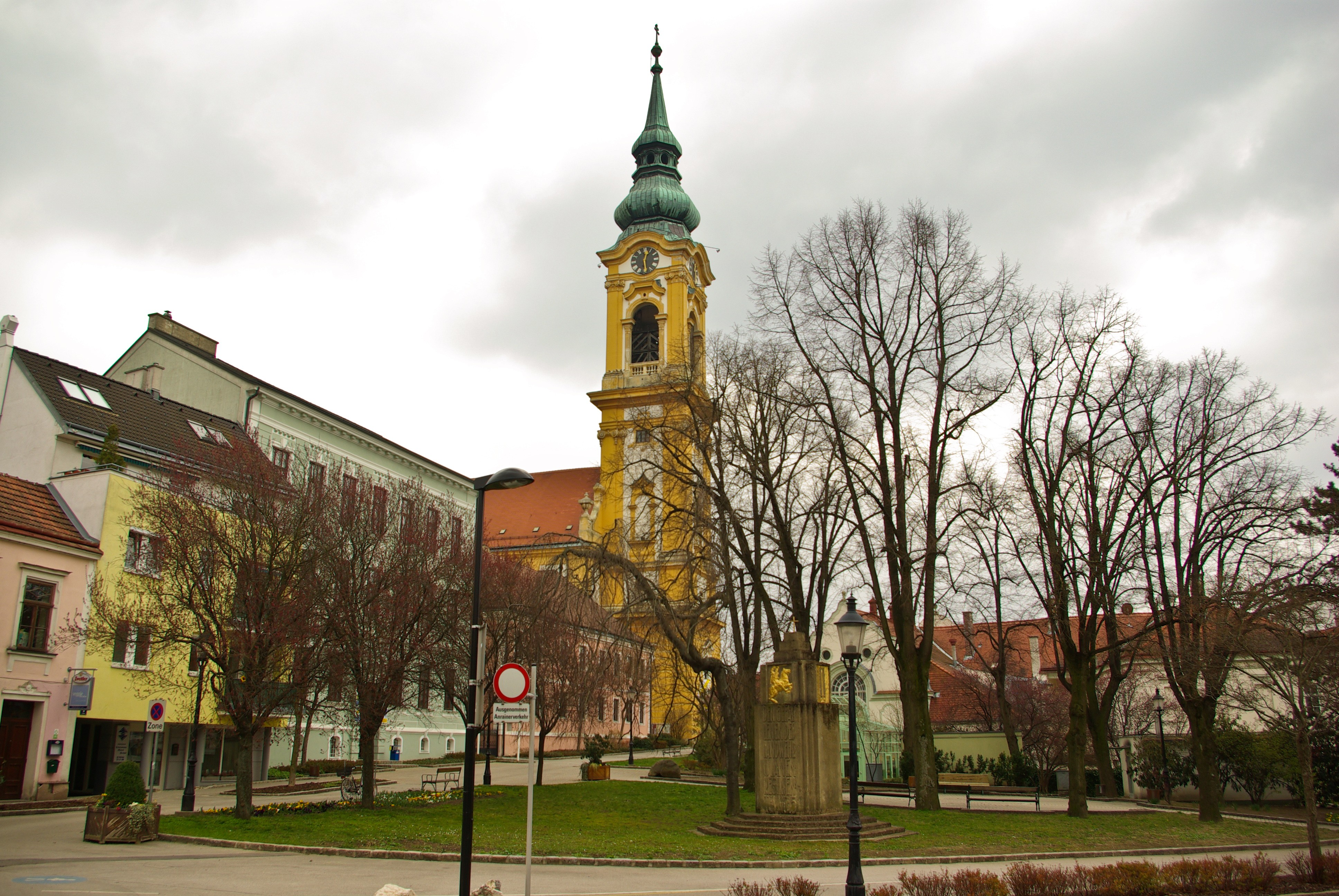